# Hervé Dubuisson
Hervé Dubuisson (ur. 8 sierpnia 1957 w Douaiu) – francuski koszykarz, występujący na pozycjach rzucającego obrońcy lub niskiego skrzydłowego, reprezentant kraju, olimpijczyk, po zakończeniu kariery zawodniczej trener koszykarski.
Po Igrzyskach Olimpijskich w 1984 w Los Angeles, został zaproszony na testy przez klub NBA – New Jersey Nets.
W 1985 roku, w meczu kwalifikacyjnym do mistrzostw świata przeciwko Grecji, zdobył 51 punktów, co jest rekordem wśród zawodników kadry Francji.

## Osiągnięcia
Na podstawie, o ile nie zaznaczono inaczej.

### Drużynowe
- Mistrz Francji (1978, 1979)
- Finalista Pucharu Francji (1993)

### Indywidualne
- MVP:
  - krajowy ligi francuskiej (1984)
  - meczu gwiazd ligi francuskiej (1994)
- Uczestnik meczu gwiazd:
  - FIBA All-Star Game (1980)
  - ligi francuskiej (1987–1989, 1994)
- Zaliczony do:
  - Francuskiej Galerii Sław Koszykówki (2004)
  - Galerii Sław Sportu – Glory of Sport (2012)

Rekordy
- Najwięcej:
  - rozegranych sezonów jako profesjonalny koszykarz (25)
  - spotkań rozegranych w kadrze Francji (254)
- Największa liczba zdobytych punktów:
  - 12487
  - w jednym spotkaniu ligi Pro A (55)
  - w kadrze Francji (4601)
  - w pojedynczym meczu kadry Francji (51)

### Reprezentacja
Seniorska
- Wicemistrz igrzyskach śródziemnomorskich (1975)
- Uczestnik:
  - igrzysk olimpijskich (1984 – 11. miejsce)[4]
  - mistrzostw:
    - świata (1986 – 13. miejsce)
    - Europy (1977 – 11. miejsce, 1979 – 8. miejsce, 1981 – 8. miejsce, 1983 – 5. miejsce, 1985 – 6. miejsce, 1987 – 9. miejsce, 1989 – 6. miejsce)

  - kwalifikacji olimpijskich (1980 – 4. miejsce, 1984 – 3. miejsce)
- Lider punktowy kwalifikacji olimpijskich (1980 – 23,2)[5]

Młodzieżowe
- Uczestnik mistrzostw Europy :
  - U–18 (1974 – 8. miejsce)
  - U–16 (1973 – 7. miejsce)
- Lider punktowy mistrzostw Europy U–16 (1973 – według sumy punktów – 201)[6]